# 合田昌文
合田昌文（ごうだ まさぶみ、1925年1月11日 - ）は日本の大蔵官僚。金沢国税局長、宇宙開発事業団理事などを務めた。

## 来歴
愛媛県出身。東京大学法学部政治学科卒業。1948年9月 大蔵省入省。大臣官房秘書課配属。1952年8月 東住吉税務署長。1953年10月 金沢国税局総務部総務課長。 1964年7月 福岡国税局総務部長。1965年7月 日本鉄道建設公団参事兼経理部経理課長。1967年8月 関東信越国税局総務部長。1970年5月 国税不服審判所部長兼審判官。同年12月1日 金沢国税局長。1972年7月 退官。同年7月 小規模企業共済事業団理事。1974年 山村硝子専務。1978年 宇宙開発事業団理事。1982年 資源・環境観測解析センター監事。

## 略歴
- 1948年9月：大蔵省入省。大臣官房秘書課配属[1]。
- 1949年：大臣官房秘書課調査係長心得[3]。
- 1950年4月：東京国税局調査査察部調査課。
- 1950年5月：関東信越国税局調査査察部調査課。
- 1950年12月：関東信越国税局調査査察部調査課国税調査官。
- 1951年4月：関東信越国税局調査査察部調査第一課国税調査官。
- 1952年2月：関東信越国税局総務部総務課。
- 1952年8月：東住吉税務署長。
- 1953年10月：金沢国税局総務部総務課長。
- 1955年5月：大臣官房専売公社監理官付課長補佐。
- 1957年6月：近畿財務局理財部金融課長。
- 1959年7月：銀行局検査部金融検査審査官付課長補佐。
- 1960年7月：理財局証券第二課長補佐。
- 1962年8月：福岡国税局調査査察部長。
- 1964年7月：福岡国税局総務部長。
- 1965年7月：日本鉄道建設公団参事 兼 経理部経理課長。
- 1967年8月：関東信越国税局総務部長。
- 1969年8月：大臣官房付。
- 1970年5月：国税不服審判所部長 兼 審判官。
- 1970年12月1日：金沢国税局長。
- 1972年6月27日：大臣官房付。
- 1972年7月：退官。